# 이거 됩니까 이거 안됩니다
"이거 됩니까 이거 안됩니다"는 한국에서 제작된 박종호 감독의 1964년 영화이다. 구봉서 등이 주연으로 출연하였고 백완 등이 제작에 참여하였다.

## 출연

### 주연
- 구봉서
- 최지희
- 이대엽

## 기타
- 조명: 이기영
- 미술: 박석인